# فرانك شي
فرانك شي (بالإنجليزية: Frank Shea)‏ هو منافس ألعاب قوى أمريكي، ولد في 19 مارس 1894 في إروين في الولايات المتحدة، وتوفي في 6 أغسطس 1978 في هاريسبرج في الولايات المتحدة.

## وصلات خارجية
- فرانك شي على موقع أوليمبيديا (الإنجليزية)